# Memorial da Cabanagem
O Memorial da Cabanagem é um monumento de 15 metros de altura por 20 de comprimento, todo em concreto, erguido no complexo do entroncamento, em Belém, capital do estado brasileiro do Pará. Projetado pelo arquiteto Oscar Niemeyer a pedido do então governador do Pará Jader Barbalho, o monumento foi construído para compor as comemorações do sesquicentenário da Cabanagem, que aconteceu em 7 de janeiro de 1985.

## Arquitetura
Memorial da Cabanagem foi inaugurado em 7 de janeiro de 1985, marcando as comemorações dos 150 anos do movimento que ocorreu na então província do Grão-Pará, durante a época imperial no Brasil. O monumento, projetado pelo arquiteto Oscar Niemeyer e executado pela Secretaria de Estado de Viação e Obras Públicas, tendo a frente o engenheiro Manoel Acácio, foi constituído em estrutura de concreto armado, em um período de quatro meses.
Esteticamente a obra pode ser definida como uma rampa elevada em direção ao céu com uma inclinação acentuada apontando para um ponto sem fim, tendo no meio uma "fratura", um pedaço do monumento que jaz no chão.
O Memorial da Cabanagem, segundo a concepção de Niemeyer, representa a luta heroica do povo cabano, que foi um dos movimentos mais importantes de todo o Brasil. A rampa elevada em direção ao firmamento representa a grandiosidade da revolta popular que chegou muito perto de atingir seus objetivos e a "fratura" faz alusão à ruptura do processo revolucionário. Mas embora tenha sido sufocada, a Cabanagem permanece viva na memória do povo, por isso, o bloco continua subindo para o infinito, simbolizando que a essência, os ideais e a luta cabana continuam latentes na história do país.
Hoje o monumento à Cabanagem faz parte do complexo viário do Entroncamento e está longe de cumprir o seu papel de museu, pois é fechado à visitação pública e, há algum tempo, foi alvo de vandalismo por parte de moradores de rua. Em 1997, o então prefeito Edmílson Rodrigues determinou que o monumento fosse limpo e restaurado.
Este monumento é vítima de constantes arrombamentos, pichações e depredações. O memorial é ocasionalmente utilizado indevidamente como rampa de skate.
O monumento aponta para a vila de Icoaraci onde muitos combatentes cabanos foram mortos e enterrados.